# Alice & Martin
Alice & Martin (Originaltitel: Alice et Martin) ist ein französisch-spanisches Filmdrama aus dem Jahr 1998. Regie führte André Téchiné, der gemeinsam mit Olivier Assayas und Gilles Taurand auch das Drehbuch schrieb.

## Handlung
Der 20-jährige Martin Sauvagnac ist der illegitime Sohn eines Unternehmers. Er lebt seit zehn Jahren bei der Familie seines Vaters, der eine neue Ehefrau und drei weitere Söhne hat. Es kommt oft zu Konflikten zwischen Martin und dem dominanten Vater. Nach dem Tod des Vaters plagen Martin Schuldgefühle. Er verlässt die Familie und taucht für einige Wochen unter; in dieser Zeit wohnt er in einer Hütte, stiehlt auf einem Bauernhof Eier und wird von der Polizei festgenommen. Er wird freigelassen, nachdem seine Stiefmutter dem Landwirt versprochen hat, den entstandenen Schaden zu ersetzen.
Martin vermeidet den Kontakt zur Stiefmutter und reist nach Paris, wo sein Halbbruder Benjamin, ein homosexueller Schauspieler, lebt. Dieser teilt sich eine kleine Wohnung mit der Musikerin Alice. Martin bedrängt sie eine Weile, bis sie beginnt, ihn attraktiv zu finden, und ihm näher kommt. Sie fährt mit ihm nach Granada, wo sie an einem Fotoshooting teilnimmt. Alice stellt schließlich fest, dass sie schwanger ist.
Eine halbstündige Rückblende zeigt den Tod von Martins Vater und die Begleitumstände. Martin spricht mit einem Freund, dem er sagt, sein Vater habe ihn aufgenommen, um seine Halbbrüder zu ärgern. Später streitet er mit dem Vater, den er dabei so schubst, dass er eine Treppe hinabstürzt.
Martin wird auf eigenen Wunsch in eine psychiatrische Anstalt eingeliefert. Alice bemüht sich, vor Gericht seine Unschuld zu beweisen. Sie besucht Martins Mutter, mit der sie sich anfreundet; Martins Stiefmutter will sie jedoch nicht empfangen. Der Sohn der Frau, ein Politiker, droht Alice mit einer Strafanzeige wegen „Belästigung“. Die letzte Szene zeigt Martin, der in der Anstalt einen Brief an Alice schreibt.

## Hintergrund
Der Film wurde in Granada und in Paris gedreht. Seine Weltpremiere fand am 23. Oktober 1998 auf dem Semana Internacional de Cine de Valladolid statt, dem die Festivals französischer Filme in Australien und in Ungarn folgten. Der Film spielte in den ausgewählten Kinos der USA ca. 498.000 US-Dollar ein.

## Kritiken
Jonathan Holland schrieb im Branchenblatt Variety, der Film zeige eine emotional involvierende Liebesgeschichte von zwei Außenseitern. Er ergründe – was für den Regisseur typisch sei – psychologische Extreme und vermeide dabei Sensationalismus. Binoches zentrale Darstellung sei „subtil“ und „ausgezeichnet“. Der unerfahrene Alexis Loret habe wiederum Probleme damit, die Nuancen des gespielten Charakters psychologisch korrekt darzustellen.
Der Filmkritiker der New York Times A. O. Scott fand, die „fein strukturierte“ Handlung des Films lasse sich nur schwer zusammenfassen. Der Film biete „überraschende Tiefe und einige tiefe Überraschungen“. Die Kameraarbeit sei „großartig“, der Schnitt sei „elegant“, die Szenen seien „minuziös geplant“. Der Film sei mit Edelmut, Intelligenz und Kunst gesättigt („a surfeit of generosity, intelligence and art“).
Das Lexikon des internationalen Films urteilte hingegen wenig beeindruckt: „Der Film kreist um moralische Kategorien wie Schuld und Sühne, Vertrauen und Verantwortung, wobei er trotz des intensiven Spiels der Hauptdarsteller wie eine kühle Versuchsanordnung wirkt. Szenische und optische Metaphern hinterlassen das Gefühl von Abgehobenheit und Schwulst.“